# Busumbala
Busumbala – także znane jako Old-Busumbala, miasto w zachodniej Gambii, w dystrykcie Kombo North/Saint Mary w dywizji Western Division. Ma szacunkową populację 11,189 (2009r.)